# 마안도 (남해군)
마안도(馬鞍島)는 경상남도 남해군 미조면 송정리에 있는 섬이다. 특정도서로 지정하여 관리되고 있다.

## 특정도서
마안도는 지형·경관이 우수하고, 상록 활엽수림이 우수하며, 팔손이나무의 북한계선이며, 해양생물이 다양하여 독도 등 도서지역의 생태계보전에 관한 특별법에 의거 특정도서로 지정되었다.
- 지정번호 : 제39호
- 면적 : 130,914m2
- 지번 : 경상남도 남해군 미조면 송정리 산369-1～산369-6, 산370